# フランシスコ・セルンドロ
フランシスコ・セルンドロ（Francisco Cerúndolo, 1998年8月13日 - ）は、アルゼンチンのブエノスアイレス出身の男子プロテニス選手。ATPランキング自己最高位はシングルス18位、ダブルス203位。これまでにATPツアーでシングルス3勝を挙げている。身長185cm、体重80kg。右利き、バックハンド・ストロークは両手打ち。

## 選手経歴

### 2019-2020年 ATPツアー初出場
2019年、アルゼンチン・オープンにワイルドカードで出場し、ATPツアー初出場を果たす。1回戦でギド・ペラに敗れた。
2020年のアルゼンチン・オープンにもワイルドカードで出場したが、1回戦でラスロ・ジェレに敗れた。

### 2021年 ATPツアー初の決勝進出、グランドスラム、オリンピック初出場
2021年1月、全豪オープン予選に出場した際に新型コロナウイルスに感染した。
アルゼンチン・オープンでは予選通過者として出場し、ATPツアーで初となる決勝に進出。当時ATPランキング9位のディエゴ・シュワルツマンに敗れ、準優勝となった。同大会で予選通過者が決勝に進出したのは2001年のホセ・アカスソ以来であり、アカスソはかつてセルンドロの父から指導されていた。
全仏オープンにラッキールーザーとして出場し、グランドスラム初出場を果たした。また、東京オリンピックにも出場した。

### 2022年 ATPマスターズ1000初出場でベスト4進出、ATPツアー初優勝、トップ30入り
アルゼンチン・オープンでベスト8に進出し、ATPランキングでトップ100入りを果たす。弟のフアン・マヌエル・セルンドロも同時にトップ100入りしており、兄弟でのトップ100入りは2019年5月のアレクサンダー・ズベレフ、ミーシャ・ズベレフ以来だった。リオ・オープンではベスト4に進出したが、準決勝でディエゴ・シュワルツマンにストレート負けした。
マイアミ・オープンでは1回戦でタロン・フリークスポール、2回戦でライリー・オペルカ、3回戦でガエル・モンフィスに勝利。4回戦では前の試合で弟のフアン・マヌエルを破ったフランシス・ティアフォーに勝利し、ベスト8に進出した。準々決勝では相手のヤニック・シナーの途中棄権により勝利し、ベスト4に進出した。当時のATPランキングは103位であり、マスターズ1000における史上最低順位でのベスト4進出となった。また、マスターズ1000初出場でベスト4に進出したのは2012年のイェジ・ヤノヴィッツ以来であった。準決勝では第6シードのキャスパー・ルードに敗れた。この活躍により、ATPランキングを52位上げて51位にランクインした。
スウェーデン・オープンでは2回戦にて、前年優勝者で第1シードのキャスパー・ルードに勝利。決勝まで勝ち上がり、セバスティアン・バエスに勝利してATPツアー初優勝を果たした。2022年7月18日に更新されたATPランキングでは25位にランクインした。
ハンブルク・ヨーロピアンオープンでは当時ATPランキング8位のアンドレイ・ルブレフに勝利し、ベスト8に進出した。
デビスカップにアルゼンチン代表で出場し、ヤニック・シナー、ボルナ・チョリッチに敗れた。

### 2023年 グランドスラム初勝利、トップ20入り
初出場した全豪オープンにてグランドスラム初勝利を記録し、3回戦に進出した。
マイアミ・オープンでは3回戦で、2週間前のBNPパリバ・オープンで敗れたフェリックス・オジェ＝アリアシムに勝利し、ベスト8に進出した。
バルセロナ・オープンでは3回戦で、当時ATPランキング3位のキャスパー・ルードに勝利してベスト8に進出した。イタリア国際では呉易昺、グレゴイレ・バレリ、当時ATPランキング8位のヤニック・シナーに勝利し、マスターズで2度目のベスト8に進出した。リヨン・オープンでは決勝に進出し、アルトゥール・フィスに敗れ準優勝となった。
全仏オープンでは3回戦で第9シードのテイラー・フリッツに勝利し、グランドスラムで初の4回戦進出を果たした。4回戦ではホルガ・ルーネに敗れた。6月12日に更新されたATPランキングにてトップ20入りを果たした。
イーストボーン国際にてATPツアー2度目の優勝を果たす。ウィンブルドン選手権では1回戦でヌーノ・ボルヘスに勝利した。
連覇を目指して出場したスウェーデン・オープンでは準決勝でアンドレイ・ルブレフに敗れた。
全米オープンでは1回戦でザカリー・スバイダに勝利し、同大会初勝利を記録。パリ・マスターズでは3回戦に進出した。

### 2024年 ATP500で3度目のベスト4進出、ATPツアー通算100勝
全豪オープンでは2回戦で敗退した。
リオデジャネイロ・オープンでは第4シードとして出場し、ベスト4に進出した。クロアチア・オープンではロレンツォ・ソネゴ、第1シードのアンドレイ・ルブレフに勝利して決勝に進出。決勝ではロレンツォ・ムゼッティに勝利して優勝した。約24時間後にはパリオリンピックで初勝利を記録した。
パリ・マスターズの2回戦で第6シードのアンドレイ・ルブレフに勝利し、ATPツアー通算100勝を記録した。

## 成績
略語の説明
| W | F | SF | QF | #R | RR | Q# | LQ | A | Z# | PO | G | S | B | NMS | P | NH |

W=優勝, F=準優勝, SF=ベスト4, QF=ベスト8, #R=#回戦敗退, RR=ラウンドロビン敗退, Q#=予選#回戦敗退, LQ=予選敗退, A=大会不参加, Z#=デビスカップ/BJKカップ地域ゾーン, PO=デビスカップ/BJKカッププレーオフ, G=オリンピック金メダル, S=オリンピック銀メダル, B=オリンピック銅メダル, NMS=マスターズシリーズから降格, P=開催延期, NH=開催なし.

### シングルス

#### グランドスラム大会
| 大会           | 2021 | 2022 | 2023 | 2024 | 2025 | 通算成績 |
| -------------- | ---- | ---- | ---- | ---- | ---- | -------- |
| 全豪オープン   | Q2   | Q1   | 3R   | 2R   | 3R   | 5–3      |
| 全仏オープン   | 1R   | 1R   | 4R   | 4R   | 1R   | 6–5      |
| ウィンブルドン | Q3   | 1R   | 2R   | 1R   | 1R   | 1–4      |
| 全米オープン   | Q3   | 1R   | 2R   | 2R   |      | 2–3      |

#### 大会最高成績
| 大会                 | 成績 | 年         |
| -------------------- | ---- | ---------- |
| ATPファイナルズ      | A    | 出場なし   |
| インディアンウェルズ | QF   | 2025       |
| マイアミ             | SF   | 2022       |
| モンテカルロ         | 2R   | 2023−2025  |
| マドリード           | SF   | 2025       |
| ローマ               | QF   | 2023       |
| カナダ               | 4R   | 2025       |
| シンシナティ         | 1R   | 2022−2024  |
| 上海                 | 4R   | 2023       |
| パリ                 | 3R   | 2023, 2024 |
| オリンピック         | 3R   | 2024       |

## ATPツアー決勝進出結果

### シングルス：6回（3勝3敗）
| 大会グレード                    |
| グランドスラム (0–0)            |
| ATPファイナルズ (0–0)           |
| ATPツアー・マスターズ1000 (0–0) |
| オリンピック (0–0)              |
| ATPツアー500 (0–0)              |
| ATPツアー250 (3–3)              |

| サーフェス別タイトル |
| ハード (0–0)         |
| クレー (2–3)         |
| 芝 (1–0)             |

| 結果   | No. | 決勝日        | 大会             | サーフェス | 対戦相手                 | スコア             |
| ------ | --- | ------------- | ---------------- | ---------- | ------------------------ | ------------------ |
| 準優勝 | 1.  | 2021年3月8日  | ブエノスアイレス | クレー     | ディエゴ・シュワルツマン | 1-6, 2-6           |
| 優勝   | 1.  | 2022年7月17日 | ボースタード     | クレー     | セバスティアン・バエス   | 7-6(7-4), 6-2      |
| 準優勝 | 2.  | 2023年5月27日 | リヨン           | クレー     | アルトゥール・フィス     | 3-6, 5-7           |
| 優勝   | 2.  | 2023年7月1日  | イーストボーン   | 芝         | トミー・ポール           | 6-4, 1-6, 6-4      |
| 優勝   | 3.  | 2024年7月27日 | ウマグ           | クレー     | ロレンツォ・ムゼッティ   | 2-6, 6-4, 7-6(7-5) |
| 準優勝 | 3.  | 2025年2月16日 | ブエノスアイレス | クレー     | ジョアン・フォンセカ     | 4-6, 6-7(1-7)      |

## 対トップ10勝利
| 年   | 2022 | 2023 | 2024 | 2025 | 合計 |
| ---- | ---- | ---- | ---- | ---- | ---- |
| 勝利 | 2    | 5    | 4    | 4    | 15   |

| No.  | 対戦相手                         | ランキング | 大会                 | サーフェス | ラウンド | スコア             | ランキング |
| ---- | -------------------------------- | ---------- | -------------------- | ---------- | -------- | ------------------ | ---------- |
| 2022 |                                  |            |                      |            |          |                    |            |
| 1.   | キャスパー・ルード               | 5          | ボースタード         | クレー     | 2R       | 6-4, 3-6, 7-5      | 39         |
| 2.   | アンドレイ・ルブレフ             | 5          | ハンブルク           | クレー     | 2R       | 6-4, 6-2           | 30         |
| 2023 |                                  |            |                      |            |          |                    |            |
| 3.   | フェリックス・オジェ＝アリアシム | 6          | マイアミ             | ハード     | 3R       | 6-2, 7-5           | 31         |
| 4.   | キャスパー・ルード               | 3          | バルセロナ           | クレー     | 3R       | 7-6(7-5), 6-3      | 32         |
| 5.   | ヤニック・シナー                 | 8          | ローマ               | クレー     | 4R       | 6-7(3-7), 6-2, 6-2 | 31         |
| 6.   | テイラー・フリッツ               | 8          | 全仏                 | クレー     | 3R       | 3-6, 6-3, 6-4, 7-5 | 23         |
| 7.   | キャスパー・ルード               | 8          | パリ                 | ハード     | 2R       | 7-5, 6-4           | 21         |
| 2024 |                                  |            |                      |            |          |                    |            |
| 8.   | アレクサンダー・ズベレフ         | 5          | マドリード           | クレー     | 4R       | 6-3, 6-4           | 22         |
| 9.   | アンドレイ・ルブレフ             | 9          | ウマグ               | クレー     | SF       | 7-6(8-6), 6-4      | 37         |
| 10.  | キャスパー・ルード               | 9          | ベルリン             | ハード     | RR       | 6-4, 6-4           | 31         |
| 11.  | アンドレイ・ルブレフ             | 7          | パリ                 | ハード     | 2R       | 7-6(8-6), 7-6(7-5) | 29         |
| 2025 |                                  |            |                      |            |          |                    |            |
| 12.  | アレクサンダー・ズベレフ         | 2          | ブエノスアイレス     | クレー     | QF       | 3-6, 6-3, 6-2      | 28         |
| 13.  | アレックス・デミノー             | 10         | インディアンウェルズ | ハード     | 4R       | 7-5, 6-3           | 26         |
| 14.  | キャスパー・ルード               | 6          | マイアミ             | ハード     | 4R       | 6-4, 6-2           | 24         |
| 15.  | アレクサンダー・ズベレフ         | 2          | マドリード           | クレー     | 4R       | 7-5, 6-3           | 21         |